# مها الحاج أبو العسل
مها الحاج أبو العسل (ولدت عام 1970) هي كاتبة ومخرجة فلسطينية من مواليد مدينة الناصرة. تم عرض فيلم أمور شخصية ضمن تظاهرة «سينما فلسطين» في مدينة تولوز الفرنسية أواخر الشهر الماضي، وذلك في «ما قبل العرض الأول» إذ بدأت عروضه في فرنسا في الأول من مارس عام 2017. فاز فلمها القصير برتقال بجائزة الفيلم القصير المفضل لدى الجمهور مهرجان «مونبلييه» في فرنسا العام 2012. كما فاز فيلمها "مابعد" بجائزة نجمة الجونة الذهبية عن مسابقة الأفلام القصيرة عام 2024. وجائزة أفضل فيلم روائي قصير في مهرجان منصة الشارقة للأفلام في الدورة السابعة، المنظم من مؤسسة الشارقة للفنون.

## امور شخصية (فلم)
تدور أحداث الفيلم (90 دقيقة) حول العلاقات الــــزوجـــية الــمركبة لأزواج شباب من خلال قصص شخصية مرتبطــــة بأحداثها بأشخاص من الجيل الأول والثالث للنكبة. وهو من تمثيل: ميساء عبد الهادي، دريد لداوي، عامر حليحل، حنان حلو، زياد بكري، سناء شواهدة ومحمود شــواهــدة.

## اعمالها[9]
- برتقال (2009).
- الهجوم (2012).
- امور شخصية (2016).
- حمى البحر المتوسط (2022).
- ما بعد (2024).

## روابط خارجية
- مها الحاج أبو العسل على موقع IMDb (الإنجليزية)
- مها الحاج أبو العسل على موقع روتن توميتوز (الإنجليزية)
- مها الحاج أبو العسل على موقع ألو سيني (الفرنسية)
- مها الحاج أبو العسل على موقع أول موفي (الإنجليزية)
- مها الحاج أبو العسل على موقع كينوبويسك (الروسية)